# 대한무역투자진흥공사
대한무역투자진흥공사(大韓貿易投資振興公社, 영어: Korea Trade-Investment Promotion Agency, KOTRA)는 무역 진흥과 국내외 기업 간의 투자 및 산업 기술 협력의 지원, 해외 전문인력의 유치 지원, 정부간 수출계약 등에 관한 업무를 하게 함으로써 국민경제 발전에 이바지하기 위해 설립된 산업통상자원부 산하 위탁집행형 준정부기관이다. 1962년 6월 박정희 대통령기 상공부 산하에 설립된 대한무역진흥공사를 전신으로 한다. 서울특별시 서초구 헌릉로 13(염곡동)에 위치하고 있다.

## 주요기능 및 역할
- 국내 기업을 위한 해외시장 개척 - 전략산업 해외마케팅 및 맞춤형 수출지원 활동
- 해외진출 지원 및 정보 조사 - 국내기업 해외투자 및 프로젝트 진출 지원, 해외시장 정보의 수집 및 전파
- 외국인투자 유치 - 외국인투자 유치, 홍보 및 유치 지원, 기진출 외국인투자기업 정착 지원 및 고충처리
- 정부 수임사업 수행, 무역투자 전문인력 양성 - EXPO 참가 및 무역.투자유치 정책 수립 지원, 국가 무역.투자 인프라 구축, 운영
- 국가브랜드 제고 및 방산물자 등의 수출지원
- 개최, 글로벌마케팅인턴사업
- 무역의 여러 관세 유치와 도입기부터 정착기의 사례경영을 갖추게 되었다.

## 연혁
- 1962년 6월 21일: 대한무역진흥공사 창립
- 1968년 9월 9일: 국내 최초 국제박람회 "한국무역박람회" 개최
- 1995 대한무역투자진흥공사로 개정
- 1998 외국인 투자지원센터 신설
- 1999 외국인투자 옴부즈만 사무소 개설
- 2003 CRM - BSC 도입 Invest Korea 발족
- 2004 WTO / ITC 세계 최우수 무역투자진흥관
- 2006 IKP(Invest Kotra Plaza) 사옥 신축
- 2008 Contact Korea 신설
- 2009 해외진출지원 센터, 방산물자교역지원 센터설치
- 2010 외국인투자정책센터 개소
- 2011 한국HRD대상 수상
- 2012 KOTRA 창립 50 주년
- 2013 글로벌M&A지원센터 설치
- 2014 2014년 해외 취·창업, 일반물자 정부간 거래(G2G)지원기능 추가
- 2015 대한민국 해외진출종합대전 개최(KOIF 2015)
- 2016 글로벌비즈니스연구센터(GBRC) 개소

## 역사
일본의 수출진흥기관 JETRO를 벤치마킹해서 1962년 설립했다. 설립 당시의 명칭은 대한무역진흥공사였다.

### 빈곤의 시대, 수출드라이브의 시동(1960년대)

#### 대한무역진흥공사 출범(1962.6.21)
제1차 경제개발 5개년 계획을 수립한 정부는 1962년 6월 21일 대한무역진흥공사(KOTRA)를 창설했다. 당시 우리나라 연간 수출액은 5천7백만 달러, 교역대상국은 33개국에 불과했다. 1962년 1월 1일 서울시 중구 저동 2가 25번지 한일은행 별관 3층 건물을 첫 번째 사옥으로 마련했다. 1971년도의 10억 불 수출 목표 달성을 위해 KOTRA는 국내 최초 국제박람회를 개최하며 한국 초유의 국제적인 대행사를 주관하였다. 한국 무역박람회는 ‘내일을 위한 번영의 광장(forum forprosperity of tomorrow)’을 주제로 하여 1968년 9월 9일부터 1968년 10월 20일까지 총 42일간 개최되었다. 한국 무역박람회 기간 동안 외국 바이어 1,800명을 유치하였고, 2,100만 불의 수출 거래 실적을 올렸으며, 관람객은 200만 명을 돌파하였다. 박람회장의 지리적 여건이 불리하다는 이유로 입장료는 대인 50원, 소인 30원으로 정하였으며, 일평균 5만 명의 입장객이 방문하였다.
1962년 11월 26일
한일빌딩에서 개최된 상품 포장전시회에서는 해외의 포장 재료와 의장 현황 소개하였고 11월 28일 박정희 최고 회의 의장이 방문하였다.
1963년
한미 수출상품 디자인전을 개최하였다.

### 세계무대의 본격 진출과 고도성장 시대의 개막(1970년대)
수출 100억 달러 돌파(1977.12)
1977년 12월, 우리나라는 마침내 수출 100억 달러를 돌파하였다. 세계 무역 규모에서 수출과 수입이 모두 1%대를 차지하면서 세계 시장의 일원으로 당당히 참여하게 된 것이었다. 당초에 100억 달러 수출은 불가능에 가까운 숫자였다. 따라서 이 날을 국가적인 경축일로 삼아 온 국민이 열광하였고, 외신들도 ‘한강의 기적’이라면서 칭찬을 아끼지 않았다.
중동시장 개척: 한국 상품 종합전시회(1974.10.22)
1974년 10월 22일, 양국의 각료급 인사가 참여하는 ‘한국 상품 종합전시회’를 개최하였다. 이 전시회는 중동 지역에서 처음 개최되었음에도 불구하고 전기·전자제품, 가구류, 공예품, 신변 장신구, 의류, 건축자재, 어망 등을 전시하여 총 310만 달러의 계약 실적을 달성하였다. 이 전시회는 우리나라의 오일쇼크 극복에 기여하였고, 중동지역 국가에 진출하는 밑거름이 되었다.

### 격동의 시대, 수출경쟁력 강화와 수입자유화 확대(1980년대)

#### 서울 국제무역박람회(SITRA) 개최(1982.9)
1982년 9월, KOTRA는 서울 국제무역박람회(SITRA: Seoul International Trade Fair)를 성공적으로 개최하였다. 당시 최대 규모로 개최된 이 국제무역박람회를 통해 KOTRA는 자타가 공인하는 명실 상부한 전시사업의 전문기관의 위상을 다지는 계기가 되었다.
동유럽 국가 무역관 개설
KOTRA는 1970년대 후반부터 밀라노 무역관과 빈 무역관을 동유럽 교역 전담 조직망으로 지정하여 동유럽 시장을 노크하였다. 1987년 12월 10일 동유럽에서 최초로 부다페스트 무역관이 개설되어 1988년 6월 헝가리에서 최초로 한국상품전이 개최되었다. 1989년 7월 7일에는 모스크바 무역관을 개관하며 동유럽 국가들과 경제협력을 비롯하여 제반 교류를 확대하는데 앞장섰다.

### 세계화 및 개방화의 물결과 수출 천억 달러 시대의 진입(1990년대)
대한무역투자진흥공사 개명(1995)
1995년, 기업 경영 세계화의 물결에 따라 KOTRA는 투자유치 사업의 임무를 맡았으며, 대한무역진흥공사를 대한 무역투자진흥공사로 개명하였다. 1998년과 1999년에는 KISC(Korea Investment Service Center)와 옴부즈맨 제도를 설치하며 투자유치 조직의 역량을 강화하였다.
지사화 사업(1992)
1992년에 개시된 중소기업 지사화 사업은 당시 중소 수출업계에 대단한 반응을 불러일으켰다. 사업설명회가 열린 무역회관의 KOTRA 대회의실은 몰려드는 인파로 발 디딜 틈이 없을 정도였다. 업계의 반응에 고무된 KOTRA는 사업 시작 첫해에 800개 지사를 운영한다는 상당히 도전적인 목표를 수립, 추진하였다. 그 결과, 1992년에 75개 해외무역관과 385개 중소기업이 823개 지사로 연결되는 시스템을 갖추었으며 오늘날에도 이어지고 있다.
염곡동 신사옥 준공(1999.6)
KOTRA는 1999년 6월 서초구 헌릉로 13번지에 신사옥을 준공함으로써 마침내 자체 사옥 시대를 연다. 지하 4층 지상 12층 규모(연면적 26,492m2)에 웅장한 자태의 신사옥은 KOTRA의 발전상은 물론 우리나라가 세계무역의 중심으로 부상하고 있음을 상징적으로 보여주고 있다. KOTRA는 1962년 창업 당시 저동 사옥을 시작으로 1964년 남대문, 1973년 회현동, 1988년 삼성동 무역 센터를 거쳤다.

### 무역 1조 달러 시대 개막과 세계무역 중심국의 입지 구축(2000년대)
Invest KOREA 출범
(2003)2000년대에 들어 세계 경기 침체와 9·11테러 등 대외환경의 불안요인으로 외국인 투자유치액이 급감하자 정부의 강력한 지원 속에 Invest KOREA는 출범하였다. 동시에 Invest KOREA Plaza의 건립도 본격적으로 추진되었다.2003년 12월 서울시로부터 KOTRA 옆의 부지를 매입하고 2005년 2월 착공에 들어가 2006년 10월 완공되었다.
Contact KOREA(2008)
2008년 9월, KOTRA는 해외 전문 인력 유치를 전담하는‘Contact KOREA’를 개소하였다. KOTRA는 해외무역관을 활용하여 국내 기업 및 기관이 필요로 하는 해외 글로벌 인재의 정보 조사를 비롯하여 인재 발굴 맞춤형 서비스(OPS) 사업을 펼치고 있다. 이의 일환으로 인재 발굴을 위한 국내 설명회 및 해외 채용박람회 개최 등을 추진하고 있다.

### 2012년대
‘30’주년 역사를 자랑하는‘국제 식품전
’우리나라 최대 식품 전시회며 아시아 3대 식품전인 '2012서울 국제 식품산업대전(Seoul Food 2012, 이하 SeoulFood)'이 5월 8일부터 5월 11일까지 KINTEX에서 성황리에 개최되었다. 올해로 30회를 맞는 Seoul Food는 43개국 1,200개사의 기업이 대거 참가해 사상 최대 규모로 개최되었으며, 총 5만여 명의 국내외 바이어 및 참관객들이 Seoul Food를 찾았다. KOTRA는 전시회 참가기업의 해외 수출을 지원하기 위해 24개국 123개사의 식품유통 및 식품기계 분야 유력 바이어를 부대행사로 개최된 'GlobalFood Plaza 수출상담회'에 초청하였으며, 총 950여 건에 이르는 상담과 약 8억 불의 수출상담실적을 올렸다.
국내 최대 수출상담회 ‘FTA Business Plaza'
2012년 2월 14일 일산 킨텍스에서 코트라는 국내 기업 1500여 개사와 해외 바이어 400여 개사가 참석한 'FTA 비즈니스 플라자 2012(FTA Business Plaza 2012)'를 개최했다. 올해로 5번째 개최되는 이번 행사는 기존 '바이 코리아(Buy Korea)'로 불리던 해외 바이어와 국내 기업 간의 매칭 상담회를 'FTA Business Plaza'로 명칭을 변경하고, FTA 체결국의 유망 바이어들에 집중하는 방식으로 전환했다. 더욱이 이번에 방문한 해외 바이어들의 절반 이상은 미국, EU, 인도 등 FTA 체결 국가에서 방문을 했으며, 나머지 바이어 대부분도 FTA 협상이 진행 중이거나 검토 중인 국가에서 참석했다. 이번 행사는 구매력 있는 글로벌기업 위주의 바이어 초청을 통해 국내 중소기업에 양질의 수출 확대 기회 제공하였으며, 작년 계약 추징액 12.3억 달러에 비해 증가한 13.1억 달러 성과를 올렸다.
Global Project Plaza 2012(프로젝트 총괄팀)
산업통상자원부와 국토해양부가 주최하고 코트라(KOTRA)와 해외건설협회가 주관하는 '글로벌 프로젝트 플라자(Global Project Plaza 2012)'가 5월 30일 서울 잠실 롯데호텔에서 개최됐다. 행사에는 39개국 65개 발주기관의 80여 명과 국내 관심기업 500여 명이 참석했다. 해외 발주기관들은 공항, 항만, 철도 등의 건설 인프라, 발전 등 플랜트, 기타 신재생에너지 등 전체 1500억 달러에 달하는 해외 프로젝트를 설명했다. 특히 중동 간은 별도 설명회장이 마련될 만큼 인기를 끌었다. 지난 2008년부터 개최돼 올해로 10회째인 글로벌 프로젝트 플라자는 매년 참가자 수가 증가하고 있어 우리 기업의 기술력이 해외에서 널리 인정받고 있는 것으로 평가되고 있다.
Foreign Investment Week 2012(외국인 투자주간)
코트라는 Invest Korea에서 지난 6월 11일-13일 동안 외국인 투자주간을 개최하였다. 이번 행사에는 유럽 재정위기 등 불확실한 글로벌 경제 여건 속에서도 역대 최대 규모인 24개국 362명의 해외투자자가 참석, 다양한 산업분야에서 국내 투자기회를 모색했다. 특히 행사기간 방한 투자가로부터 영종도 복합 쇼핑몰, 반도체, 태양전지 분야 등 다양한 분야에 걸쳐 총 8억 달러의 투자를 유치한 것으로 잠정 집계돼 역대 최대 규모의 성과를 거뒀다.
글로벌 취업, 창업대전
최근 어려워지고 있는 국내 취업 문제에 해법을 제공하고자, 2012년 6월 11-12일 코트라는 이틀간 서울 글로벌 창업 취업 대전이 개최하였다. 이는 50주년 기념사업의 일환으로, 창업포럼, 창업박람회 등 다양한 행사가 마련하였다.
아프리카 비즈니스 위크
2012년 코트라 취리히 홀에서 개최된 ‘제3차 한-아프리카 산업 자원협력 포럼’, 이번 포럼에서는 아프리카 유망산업 소개 및 향후 아프리카 시장 진출을 위한 다양한 정보를 제공하였다. 행사는 11일의 무역ㆍ투자포럼을 시작으로, 12일은 아프리카 비즈니스 플라자 상담회가 개최되고, 이외에도 12일부터 14일까지의 온라인 화상 상담회, 13일 산업시찰 등의 행사가 다양하게 개최되었다.

## 조직
- 이사회
- 감사
- 감사실

사장
- 비서실
- 홍보실
- 방산물자교역지원센터[3]
- GtoG교역지원센터
- KOTRA아카데미
- 외국인투자옴브즈만

| - 경영지원본부 - 기획조정실 - 운영지원실 - 인재경영실 - 비상계획실 | - 중소중견기업본부 - 중소기업실 - 중견기업실 - 글로벌일자리실 - 고객서비스실 | - 혁신성장본부 - 주력산업실 - 서비스산업실 - 소비재·전자상거래실 - ICT·성장산업실 - 글로벌바이어지원사무소 | - 경제통상협력본부 - 경제협력실 - 통상협력실 - 개발협력실 - 해외지재권보호실 | - 무역기반본부 - 해외시장정보실 - 디지털혁신팀 - 전시컨벤션실 - 해외진출상담센터 | - Invest KOREA - 투자기획실 - 투자유치실 - 투자진출실 | - 종합행정시원센터 - 투자종합상담실 |

### 지역지원단
지역지원단은 중소중견기업본부 산하에 설치되어 있다.
- 부산KOTRA지원단
- 대구경북KOTRA지원단
- 광주전남KOTRA지원단
- 경기KOTRA지원단
- 인천KOTRA지원단
- 대전충남KOTRA지원단
- 강원KOTRA지원단
- 전북KOTRA지원단
- 울산KOTRA지원단
- 경남KOTRA지원단
- 경기북부KOTRA지원단

### 해외지역본부
- 중국지역본부
- 유럽지역본부
- 북미지역본부
- 중동지역본부
- 아프리카지역본부
- 일본지역본부
- 동남아대양주지역본부
- 서남아지역본부
- 중남미지역본부
- CIS지역본부

- 본사: 6본부 32실 3센터(단,원)
- 해외: 10개 지역본부, 126개 해외무역관(85개국)
- 국내: 12개 지원단, 1개 사무소

## 역대 사장
- 초대 김기엽 (1962~1964)
- 2대 김동조 (1964)
- 3대 오범식 (1964~1970)
- 4대 안광호 (1970~1976)
- 5대 장성환 (1976~1982)
- 6대 윤자중 (1982~1983)
- 7대 한봉수 (1983~1987)
- 8대 박영수 (1987~1988)
- 9대 이선기 (1988~1991)
- 10대 김철수 (1991~1993)
- 11대 박용도 (1993~1996)
- 12대 김은상 (1996~1999)
- 13대 황두연 (1999~2001)
- 14대 오영교 (2001~2005)
- 15대 홍기화 (2005~2008)
- 16대 조환익 (2008~2011)
- 17대 홍석우 (2011)
- 18대 오영호 (2011~2014)
- 19대 김재홍 (2015~2018)
- 20대 권평오(2018-2021.3)
- 21대 유정열 (2021.4~2024.11 )
- 22대 강경성 (2024.11.~현재)

## 추진 사업
무역사절단 사업
국내 중소기업의 해외 진출을 위해 KOTRA가 지자체, 유관기관과 세일즈단을 구성하고 해외로 파견하여 현지 바이어와의 수출 상담 기회를 제공한다. KOTRA 해외무역관에서 현지 바이어와의 상담을 지원함으로써 국내 업체의 수출을 지원하고 있다.
수출인큐베이터 사업
중소기업이 효율적으로 수출 판로를 개척하고 해외시장으로 진출할 수 있도록 지원하는 사업이다. 이를 위하여 미국, 유럽, 중국 등 해외 주요 교역 중심지에 수출인큐베이터를 설치하고, 현지 마케팅 전문가 및 법률/회계 고문의 자문, 사무공간 및 공동 회의실을 제공함으로써 중소기업이 해외 진출 비용을 경감하고 조기 정착할 수 있도록 돕고 있다.
지사화 사업
지사화 사업은 공공기관의 해외 네트워크가 해외에 지사를 설치할 여력이 부족한 중소·중견기업의 현지 지사 역할을 대행하여 수출 및 해외 진출을 지원하는 사업이다.
해외물류 네트워크 사업
KOTRA 무역관과 해외 전문 물류서비스 기업과의 긴밀한 공조하에 국내 수출 기업이 저렴하게 물류서비스 틀 이용하도록 지원하고 있다. 현지 물류창고 이용을 지원하며, 물류컨설팅 제공을 통해 국내 수출 기업의 해외시장 진출 확대를 지원하는 사업이다.
수출상담회
한국 상품(및 서비스)의 수입을 희망하는 구매단 또는 개별 바이어의 방한을 유치하여 국내 업체와의 1:1 상담 기회를 제공함으로써 국내 업체의 수출을 지원하는 사업이다. 일반 수출상담회: 다수의(5개사 이상) 해외 바이어와 국내 업체가 참여하는 상담회로 개최 형태별로 단독 수출상담회, 전시회 연계 수출상담회로 분류되며 상담 품목별로 종합 품목 상담회, 전문 품목 상담회로 분류된다. 핀포인트 수출상담회: 특정 산업의 바이어가 4개사 이하로 방한하여 수요에 맞는 국내 업체에 한해 개별적으로 진행하는 상담회를 말한다. 종합상담이 어려운 경우 혹은 글로벌 기업이 특정 품목만을 상담하고자 할 때 개별적으로 추진한다.
한국관 참가 지원
해외에서 개최되는 전시회에 KOTRA와 유관단체가 공동으로 한국관을 구성하여 국내 수출업체의 전시회 참가를 지원한다.
해외시장조사 사업
KOTRA 전 세계 해외무역관(85개국 127개 무역관)을 통해 해외 잠재 파트너 발굴, 시장조사 등을 지원하는 서비스(http: //www.buykorea.org/mb/BKLOGINC.html? paramType=fb
신규 수출 기업화 지원 사업
내수∙수출초보기업 중 글로벌 역량진단 및 소정의 선정 절차를 거쳐 선정된 기업에 대해 KOTRA 국내외 네트워크를 활용하여 밀착 지원하는 맞춤형 무료사업이다.
글로벌 역량진단(GCL) 사업
기업의 수출 및 해외 마케팅 부분별 세부 역량을 확인하여 맞춤형 서비스를 제공하기 위한 사업이다. 해외시장 추천(빅 보사) 무역 투자 데이터를 종합 분석, 해외 진출에 필요한 역량 분석, 유망시장 추천, 지원 사업 안내 서비스 등을 제공하는 기업 맞춤형 빅데이터 컨설팅 서비스이다.
해외 비즈니스 출장 지원 사업
KOTRA 해외무역관을 통해 해외 바이어 발굴 및 상담 주선 등 출장 업무를 지원하고 있다. 프리미엄 지원의 경우, KOTRA에서 주선한 상담에 한하여 KOTRA 직원이 동행하여 통역 및 차량을 지원하고 있다.
(2일 내)해외시장 설명회
정확하고 시의적절한 해외시장 정보를 필요로 하는 국내 기업들에 세계 각국의 시장 동향, 상품 및 마케팅 정보, 투자환경 및 투자절차 등의 무역 및 투자 정보를 제공하여 국내 업계의 수출증진 및 해외 투자진출을 지원하는 사업이다.
서울 국제 식품산업대전
‘SEOUL FOOD’는 1983년 최초 개최 이래 36년간 지속된 국내 최대 규모 식품산업전시회이자 국내 식품업계의 해외 수출을 지원하는 KOTRA 대표 전시회이다. 전시회 품목 군은 식품, 식품 관련 기기 등으로 구성되어 있다.
월드챔프
월드챔프 사업은 월드클래스 300·글로벌 전문 기업, 성장 가능성이 높은 중소·중견기업을 대상으로 해외 마케팅 사업을 지원하여 글로벌 전문 기업으로 육성하는 것이 목표이다. 세계 일류상품 육성 국가 수출을 이끄는 1,000개의 핵심 제품 육성을 위해 세계시장 점유율 5위 이내 품목(7년 이내 진입 가능 품목 포함)을 선정하여 생산기업의 해외 마케팅을 종합적으로 지원한다.
열린 무역관 사업
KOTRA 해외무역관 중 지원 가능한 무역관에서 무료로 사무공간 및 상담 서비스를 제공하고 있다.
국제수송기계부품산업전(GTT, Global TransporTech)
2018년 12회를 맞이하는 KOTRA 주관 국내 대표 자동차 부품 수출상담회이다. 2017년부터 KOAASHOW와 공동 개최하여 보다 폭넓은 세계 완성차 제조업체 및 Tier 1, 2 부품 공급업체를 초청, 자동차 연관산업 종합 교류의 장이 되고 있다.
Korea Autoparts Plaza(KAP)
‘Korea Autoparts Plaza(KAP)’는 글로벌 자동차 메이커를 타깃으로 진행된다. Korea Auto Parts Park(KAPP) 글로벌 완성차 거점지역에 공동 사무공간을 운영하여 현지 전담 마케팅을 지원하는 서비스이다.
Korea Sale Festa 연계 온 오프라인 융합 마케팅(O2O)
해외 현지 유력 온라인 유통망과 연계하여 한국 상품전, 직파 전 및 판촉전을 지원해 주는 서비스이다. 중국 및 동남아 주요 도시를 대상으로 패키지형 서비스 제공을 통해 국내 기업의 해외 진출을 지원하고 있다.
글로벌 모바일 비전(GMV)
GMV는 2008년 최초 개최를 시작으로, 금년까지 매년 진행된 ICT 분야의 해외 진출을 위한 B2B 전시상담회이다. 모바일, 무선통신, AI, IoT, VR/AR, 스마트팩토리, 전자정부/정보 보안, 핀테크 등 ICT 분야의 우수 국내 기업이 해외 바이어와 직접 상담을 통해, 신시장 개척, 계약 체결 및 투자유치 등 실직적인 성과로 이어질 수 있도록 다양한 프로그램 운영 및 후속 지원을 하고 있다.
K-글로벌
주요 ICT 시장에 중소·중견기업 해외 수출 확대를 지원을 위해 ICT 분야 전시상담, 콘퍼런스, 기술교류, IR 등을 복합적으로 추진하는 사업이다.
Korea Service Market(KSM)
국내 최대 서비스산업 전문 수출상담회인 'Korea Service Market(KSM)'은 세계 각국의 유력 바이어 150개사와 일 대 일 비즈니스 상담 기회를 마련하여 국내 서비스 기업의 해외시장 개척을 지원하고 있다.
ASIA EU Cartoon Connection(애니메이션)
OTT 플랫폼 콘텐츠 트렌드 및 구매동향 및(웹툰) 해외 진출 성공사례, (VC 펀딩) 해외 및 국내 콘텐츠 투자 펀드 설명회이다.
한중 애니메이션 비즈니스 상담회
국내 애니메이션, 웹툰, 콘텐츠 제작 및 배급사와 중국 콘텐츠 제작사/방송 배급사 및 완구/아동극/테마파크 등 파생상품 유통 플랫폼 기업들의 수출입 상담회를 부대 지원하고 있다.
Game Connection America(GCA)
북미시장 진출 사전 간담회를 통해 북미 진출 전략 청취 및 질의응답, 북미 퍼블리셔와의 사후 네트워킹, IR 피칭으로 자사 콘텐츠 해외 투자 유치를 하고 있다.
한류 상품 박람회(KBEE)
B2B 수출상담(전시 병행), 개막식 및 한류스타 공연, SBS 콘텐츠 커머스 홍보관(100개사), MCN 파워블로거 마케팅, 홈쇼핑 한국 상품 MD 쇼, 제품 시연회, K-Food 쇼, 메이크업 시연회, 팬 사인회 등 사업을 진행하고 있다.
정상외교 경제협력(경제사절단)
프로그램 개발 및 지원 협력과제, 협력 모델(G2G, G2B, B2B) 등 개발, 정상외교 경제 행사 추천 및 후속 지원하고 있으며 정상 해외순방/해외 정상 방한 연계 비즈니스 파트너십 일 대 일 상담회, 세미나 등을 개최하고 있다.
해외 인프라 프로젝트 수주 지원(Global Project Plaza)
토목·건설, 수송 인프라, 에너지·플랜트 분야 등의 해외 공공사업 발주 책임자를 초청해 우리 기업의 프로젝트 수주를 지원하고 있다.
방산물자 교역지원
KOTRA가 내수기업 수출 기업화와 국내 방위·보안 산업의 해외 진출 확대에 기여하기 위해 유관 정부부처 및 전문기관과 협력하여 방위·보안 물자의 수출을 지원하는 사업이다. KOTRA 아카데미 무역실무 교육, 해외 파견 주재원 교육을 하고 있다.
Invest Korea Week(IKW)
국내외 외국인 투자가를 초청하여, 산업 지역별 포럼, 1:1 투자 상담회, 산업입지 시찰 등을 통해 대한민국의 투자유치 환경을 홍보하여 외국인 직접투자 유치 확대를 유도하는 사업이다.
Invest KOREA Market Place(IKMP)
KOTRA 내 외국인 투자유치를 담당하는 Invest KOREA에서는 우리 기업 및 산업의 글로벌화를 위해 외국인 투자유치를 희망하는 국내 기업과 기관을 대상으로 ‘적격 해외 투자가’를 발굴 및 지원하는 사업을 KOTRA 36개 투자유치 거점 무역관을 통해 추진하고 있다. 한국 투자환경 홍보 한국 투자환경 홍보를 위해 국가투자유치 포털, InvestKOREA.org를 4개 언어(국, 영, 중, 일)로 운영하고 있다. 더 나아가 해외 언론 간담회, 한국 투자홍보대사 운영, 공사 방문 사절단 연수, IK SNS 운영 등 다양한 루트로 잠재 투자가들에게 한국 투자 매력을 알리고 있다.
해외취업(K-MOVE) 사업
KOTRA 해외무역관을 활용하여 구인수요를 수시로 발굴하고, 해외취업의 장을 마련하여 국내 청년인재의 해외 진출을 지원하고 있다. K-Move 센터 및 해외취업 거점 및 지원 무역관을 통한 해외 구인 수요 발굴
- K-MOVE 센터 무역관(총 16개소): 도쿄, 오사카, 나고야, 실리콘밸리, 뉴욕, 로스앤젤레스, 밴쿠버, 자카르타, 호찌민, 싱가포르, 베이징, 홍콩, 시드니, 프랑크푸르트, 멕시코시티, 두바이
- 해외취업 거점 무역관(총 11개소): 토론토, 함부르크, 후쿠오카, 상하이, 쿠알라룸푸르, 하노이, 멜버른, 오클랜드, 뉴델리, 도하, 상파울루
- 해외취업지원 무역관(총 23개소): 디트로이트, 런던, 스톡홀름, 암스테르담, 모스크바, 양곤, 프놈펜, 첸나이, 워싱턴, 시카고, 애틀랜타, 달라스, 바르샤바, 부다페스트, 칭다오, 톈진, 광저우, 선양, 타이베이, 다롄, 난징, 항저우, 방콕
- IBIMP, Leadersmate 와 같은 컨벤션, 국제회의 기획, 아웃소싱 기업이 KOTRA 사업에 입찰 등을 받아 계약을 체결하여 관련 업무를 수행하기도 한다. 온라인 커뮤니티 운영을 통한 해외취업 정보 전파
- 대표카페: (http: //cafe.naver.com/kotrajobinfo)

글로벌 취업박람회 양질의 해외 기업을 다수 초청하여, 국내 구직자와의 일 대 일 상담 기회 제공 및 취업설명회 개최(연 2회) 하고 있다.